# ディクソン・マチャド
ディクソン・ハビアー・マチャド・モレノ（Dixon Javier Machado Moreno, 1992年2月22日 - ）は、ベネズエラ・タチラ州サン・クリストバル出身のプロ野球選手（内野手）。右投右打。MLBのシカゴ・カブス傘下所属。
愛称はモーグリ（Mowgli）。

## 経歴

### プロ入りとタイガース時代
2008年にデトロイト・タイガースと契約してプロ入り。
2009年に傘下のルーキー級ベネズエラン・サマーリーグ・タイガースでプロデビュー。63試合に出場して打率.205・3本塁打・26打点・25盗塁の成績を残した。
2010年からアメリカ本土へ渡り、この年はルーキー級ガルフ・コーストリーグ・タイガースとA-級コネチカット・タイガースでプレー。2球団合計で50試合に出場して打率.265・12打点・13盗塁の成績を残した。
2011年はA級ウェストミシガン・ホワイトキャップスでプレーし、124試合に出場して打率.235・28打点・25盗塁の成績を残した。オフにはアリゾナ・フォールリーグに参加し、ソルトリバー・ラフターズに所属した。
2012年はA+級レイクランド・フライングタイガースでプレーし、119試合に出場して打率.195・2本塁打・37打点・23盗塁の成績を残した。オフの11月20日にルール・ファイブ・ドラフトでの流出を防ぐために40人枠入りした。
2013年はルーキー級ガルフ・コーストリーグ・タイガースとA+級レイクランドでプレーし、2球団合計で44試合に出場して打率.232・1本塁打・14打点・1盗塁の成績を残した。オフには2年ぶりにアリゾナ・フォールリーグに参加し、メサ・ソーラーソックスに所属した。12月4日にDFAとなり、13日にマイナー契約でAAA級トレド・マッドヘンズへ配属された。
2014年はA+級レイクランドとAA級エリー・シーウルブズでプレーし、2球団合計で131試合に出場して打率.286・6本塁打・40打点・10盗塁の成績を残した。オフの11月20日に再び40人枠入りした。
2015年は開幕をAAA級トレドで迎え、5月24日にメジャー初昇格を果たした。翌25日のオークランド・アスレチックス戦でメジャーデビューすると、27日の同カードではショーン・ドゥーリトルからメジャー初安打を放った。この年メジャーでは24試合に出場して打率.235・5打点・1盗塁の成績を残した。
2016年も大半をAAA級トレドで過ごし、メジャーでは8試合に出場して打率.100の成績であった。
2017年は73試合に出場して打率.259・1本塁打・11打点・1盗塁の成績を残した。
2018年7月5日にDFAとなり、8日にマイナー契約でAAA級トレドへ配属された。

### カブス傘下時代
2019年3月29日にシカゴ・カブスとマイナー契約を結んだ。この年は傘下のAAA級アイオワ・カブスでプレーしたが、メジャーへ昇格することはなかった。

### ロッテ時代
2019年11月22日に韓国・KBOリーグのロッテ・ジャイアンツと契約した。2020年はロッテでレギュラーシーズン全144試合に出場、ショートでの広い守備範囲を評価され、2021年もロッテと成績次第で自動的に1年延長される契約を結んだ。
2021年シーズン後に保留者名簿から除外され、退団となった。

### カブス傘下復帰
2021年12月17日にカブスとマイナー契約を結んだ。

### ジャイアンツ時代
2022年7月31日にレイネル・エスピナルとのトレードで、サンフランシスコ・ジャイアンツへ移籍した。レギュラーシーズン終了後の10月6日にFAとなった。

### アストロズ傘下時代
同年11月22日にヒューストン・アストロズとマイナー契約を結び、2023年のスプリングトレーニングに招待選手として参加することになった。
2023年は年間を通してマイナーで過ごした為、メジャーでの出場機会は無かった。
2024年、この年も年間を通してマイナーで過ごしていたが、8月31日に自由契約となった。

### 3度目のカブス傘下時代
2025年2月14日に4年ぶりにカブスとマイナー契約を結び、同年のスプリングトレーニングに招待選手として参加することになった。

## 詳細情報

### 年度別打撃成績
| 年 度    | 球 団          | 試 合 | 打 席 | 打 数 | 得 点 | 安 打 | 二 塁 打 | 三 塁 打 | 本 塁 打 | 塁 打 | 打 点 | 盗 塁 | 盗 塁 死 | 犠 打 | 犠 飛 | 四 球 | 敬 遠 | 死 球 | 三 振 | 併 殺 打 | 打 率 | 出 塁 率 | 長 打 率 | O P S |
| -------- | -------------- | ----- | ----- | ----- | ----- | ----- | -------- | -------- | -------- | ----- | ----- | ----- | -------- | ----- | ----- | ----- | ----- | ----- | ----- | -------- | ----- | -------- | -------- | ----- |
| 2015     | DET            | 24    | 78    | 68    | 6     | 16    | 3        | 0        | 0        | 19    | 5     | 1     | 0        | 3     | 0     | 7     | 0     | 0     | 14    | 3        | .307  | .500     | .279     | .586  |
| 2016     | DET            | 8     | 13    | 10    | 1     | 1     | 0        | 0        | 0        | 1     | 0     | 0     | 0        | 0     | 0     | 3     | 0     | 0     | 4     | 0        | .100  | .308     | .100     | .408  |
| 2017     | DET            | 73    | 181   | 166   | 17    | 43    | 5        | 1        | 1        | 53    | 11    | 1     | 0        | 2     | 2     | 10    | 0     | 1     | 32    | 6        | .259  | .302     | .319     | .621  |
| 2018     | DET            | 67    | 233   | 214   | 20    | 44    | 13       | 1        | 1        | 62    | 21    | 1     | 1        | 1     | 1     | 14    | 1     | 3     | 41    | 2        | .206  | .263     | .290     | .553  |
| 2020     | ロッテ（韓国） | 144   | 560   | 486   | 79    | 136   | 31       | 1        | 12       | 205   | 67    | 15    | 1        | 4     | 8     | 54    | 2     | 8     | 60    | 20       | .280  | .356     | .422     | .778  |
| 2021     | ロッテ（韓国） | 133   | 535   | 463   | 83    | 130   | 21       | 1        | 5        | 168   | 58    | 8     | 5        | 3     | 7     | 58    | 1     | 4     | 64    | 9        | .281  | .361     | .363     | .724  |
| 2022     | SF             | 5     | 17    | 15    | 1     | 3     | 0        | 0        | 0        | 3     | 0     | 0     | 0        | 0     | 0     | 1     | 0     | 1     | 5     | 0        | .200  | .294     | .200     | .494  |
| MLB：5年 | MLB：5年       | 177   | 522   | 473   | 45    | 107   | 21       | 2        | 2        | 138   | 37    | 3     | 1        | 6     | 3     | 35    | 1     | 5     | 96    | 11       | .226  | .285     | .292     | .577  |
| KBO：2年 | KBO：2年       | 277   | 1095  | 949   | 162   | 266   | 52       | 2        | 17       | 373   | 125   | 23    | 6        | 7     | 15    | 112   | 3     | 12    | 124   | 29       | .280  | .359     | .393     | .752  |

- 2022年度シーズン終了時

### 背番号
- 49（2015年 - 2018年、2022年）
- 6（2020年 - 2021年）